# Mödingen

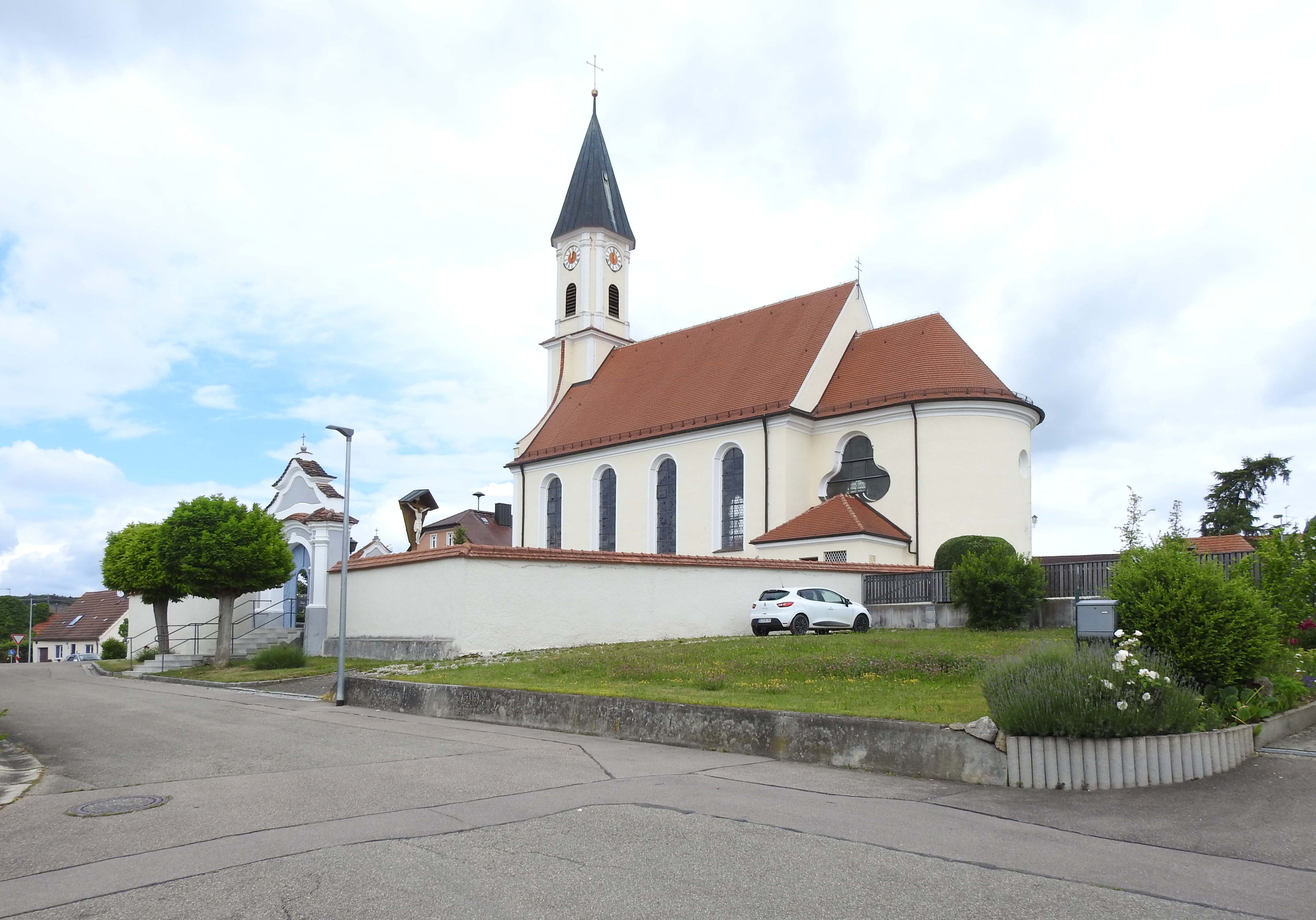
Pfarrkirche St. Otmar in Mödingen

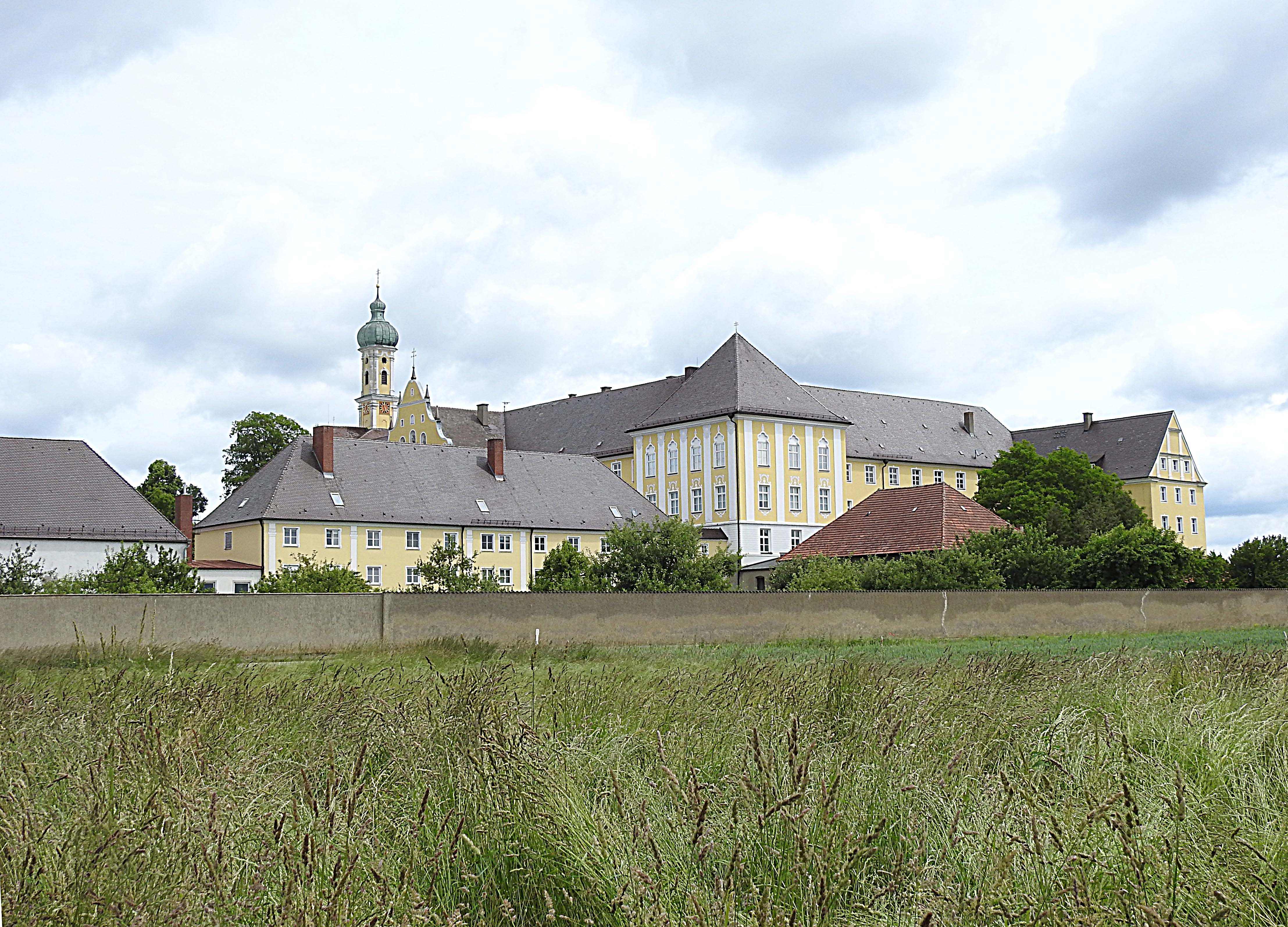
Kloster Maria Medingen bei Mödingen

Mödingen ist eine Gemeinde im Landkreis Dillingen an der Donau im bayerischen Bezirk Schwaben.

## Geographie
Die Gemeinde liegt in der Planungsregion Augsburg ca. 8 km nordwestlich von Dillingen an den Südausläufern der Schwäbischen Alb, im Übergang zum Donau-Tal.
Es gibt 7 Gemeindeteile (in Klammern ist der Siedlungstyp angegeben):
- Bergheim (Pfarrdorf)
- Beutenmühle (Einöde)
- Mödingen (Pfarrdorf)
- Kloster Mödingen (auch Maria Medingen genannt)
- Nuitenmühle (Einöde)
- Stettenhof (Einöde)
- Ziegelstadel (Einöde)

Es gibt die Gemarkungen Bergheim und Mödingen.

## Geschichte

### Bis zum 19. Jahrhundert
Um 1246 stiftete nach der Haustradition (tatsächlich aber wohl schon vor 1239)  Graf Hartmann IV. von Dillingen das Dominikanerinnenkloster Maria Medingen. Er schenkte dem Kloster alle seine Güter in Mödingen zusammen mit der Pfarrei. Mödingen und der Nachbarort Bergheim waren in der Folge Teil des Herzogtums Bayern bzw. des Fürstentums Pfalz-Neuburg und bildeten eine geschlossene Hofmark, deren Sitz das Kloster bis zu seiner Aufhebung im Jahr 1803 war. Mit dem bayerischen Gemeindeedikt von 1818 entstanden die unabhängigen Gemeinden Mödingen und Bergheim. 1843 wurde das verlassene Kloster von Dillinger Franziskanerinnen neu besiedelt.

### Eingemeindungen
Im Zuge der bayerischen Gemeindegebietsreform schlossen sich am 1. Mai 1978 die Gemeinden Bergheim und Mödingen mit dem Kloster Maria Medingen zu einer Gemeinde innerhalb der Verwaltungsgemeinschaft Wittislingen zusammen. In einer Abstimmung aller Wahlberechtigten wurde mit knapper Mehrheit als Name der neuen Gemeinde der Name „Mödingen“ festgelegt.

### Einwohnerentwicklung
- 1961: 1476 Einwohner[4]
- 1970: 1436 Einwohner[4]
- 1987: 1205 Einwohner
- 1991: 1323 Einwohner
- 1995: 1363 Einwohner
- 2000: 1377 Einwohner
- 2005: 1340 Einwohner
- 2010: 1333 Einwohner
- 2015: 1290 Einwohner
- 2020: 1367 Einwohner

Zwischen 1988 und 2018 wuchs die Gemeinde von 1222 auf 1304 um 82 Einwohner bzw. um  6,7 %.

## Politik

### Gemeinderat
Die Gemeinderatswahl am 15. März 2020 führte zu folgendem Ergebnis:
| Parteien und Wählergemeinschaften                  | % 2020 | Sitze 2020 |
| -------------------------------------------------- | ------ | ---------- |
| Christliche Unabhängige Wählervereinigung Bergheim | 50,9   | 6          |
| CSU                                                | 49,1   | 6          |
| Gesamt                                             | 100,0  | 12         |
| Wahlbeteiligung in %                               | 68,4   | 68,4       |

### Bürgermeister
Erster Bürgermeister ist Walter Joas (CUW Bergheim). Dieser wurde bei der Wahl des ersten Bürgermeisters am 16. März 2014 wiedergewählt. Am 15. März 2020 wurde er mit 93,0 % für weitere sechs Jahre im Amt bestätigt. Vorgänger von Walter Joas war Josef Mannes (CUW Bergheim). Er hatte das Amt bis 2005 inne.

## Verwaltung
Die Gemeinde gehört der Verwaltungsgemeinschaft Wittislingen an.

## Wappen
| Wappen von Mödingen | Blasonierung: „Unter schwarzem Schildhaupt, darin ein achtstrahliger goldener Stern, schräg geteilt von Gold und Blau; oben eine aus dem linken Schildrand wachsende blauer Adlerkralle, unten ein steigender goldener Löwe.“ |
| Wappen von Mödingen | Wappenführung seit 1986 |

## Wirtschaft und Infrastruktur

### Wirtschaft einschließlich Land- und Forstwirtschaft
Es gab im Jahr 2021 nach der amtlichen Statistik im produzierenden Gewerbe 41 und in sonstigen Bereichen 164 sozialversicherungspflichtig Beschäftigte am Arbeitsort. Sozialversicherungspflichtig Beschäftigte am Wohnort gab es insgesamt 522. Im verarbeitenden Gewerbe gab es keine, im Bauhauptgewerbe drei Betriebe. Zudem bestanden im Jahr 2020 20 landwirtschaftliche Betriebe mit einer landwirtschaftlich genutzten Ackerfläche von 1007 ha.

### Bildung
Es gibt folgende Einrichtungen (Stand: 2022):
- zwei Kindertageseinrichtungen: 85 genehmigte Plätze, 75 betreute Kinder